# Инцидент 15 мая 1932 года
Инцидент 15 мая (яп. 五・一五事件 Гоитиго дзикэн) — попытка военного переворота в Японии 15 мая 1932, которую предприняла группа офицеров Императорского флота Японии при поддержке кадетов Императорской армии Японии и гражданских сторонников ультранационалистической организации «Лига крови». Премьер-министр Инукаи Цуёси был застрелен 11 офицерами флота, которые, представ перед трибуналом, были приговорены к небольшим срокам тюремного заключения.

## Предпосылки
После подписания Лондонского морского договора в 1930 году размер Императорского флота Японии был ограничен, что вылилось в рост движения молодых офицеров, желавших свергнуть правительство и установить военную диктатуру. Заговорщиками были установлены контакты с обществом «Сакуракай» и радикальной организацией «Лига крови» под руководством ультранационалиста Ниссё Иноуэ, которые придерживались идеи о «реставрации Сёва» — наделении императора неограниченной властью. Членам «Лиги крови» в 1932 году удалось убить бывшего министра финансов Дзюнноскэ Иноуэ и генерального директора концерна «Мицуи» Дана Такуму.

## Переворот
15 мая при поддержке армейских кадетов и правых (среди которых были Сюмэй Окава и Мицуру Тояма) началось выступление заговорщиков. В резиденцию премьер-министра ворвались шестеро курсантов морского училища, которые застрелили политика Инукаи Цуёси, пытавшегося вступить в диалог с восставшими, в котором ему было отказано.
Первоначально план мятежа включал также убийство Чарли Чаплина, прибывшего в Токио днём ранее — Чаплин должен был присутствовать на официальном приёме, и его убийство вызвало бы напряжённость в отношениях США и Японии, лишь оздоровившую бы японское общество, по мнению заговорщиков. В это время Чаплин вместе с сыном премьер-министра был на матче сумо.
Были также совершены нападения на резиденции министра — хранителя печати Японии Макино Нобуаки и Сайондзи Киммоти, бывшего премьер-министра и председателя партии «Риккэн Сэйюкай», в штаб-квартиру банка «Мицубиси» и в несколько электрических подстанций были брошены ручные гранаты.
Осознав, что их действия не нашли широкой поддержки и попытка переворота провалилась, заговорщики взяли такси к штабу полиции и сдались  военной полиции кэмпэйтай безо всякого сопротивления.

## Последствия
11 убийц Цуёси предстали перед военным трибуналом, однако перед вынесением приговора суд получил петицию, подписанную кровью 350 тысяч человек по всей Японии в знак солидарности с взглядами подсудимых и преданности императору; позже суду были направлено письмо 11 юношей из Ниигаты, желающих быть казнёнными вместо офицеров, в конверте с которым было семь пальцев, отрезанных в знак серьёзности их намерений.
Наказание, вынесенное судом, было чрезвычайно мягким, и японская пресса практически не сомневалась, что убийцы премьер-министра Инукаи будут освобождены через пару лет, если не раньше. Неспособность строго наказать заговорщиков за инцидент 15 мая еще больше подорвала верховенство закона и способность демократического правительства Японии противостоять военным. Косвенно это привело к инциденту 26 февраля и усиливающемуся росту японского милитаризма.